# 匈奴语
匈奴语指历史上在蒙古高原与西伯利亚地区建立了匈奴国家的核心匈奴部落所使用的语言。现代学者研究匈奴语主要通过中国传统史书中的匈奴人人名、地名、爵名等汉字的音译来进行语言比较研究和语音复原研究。《北史·高車傳》：「高車，盡古赤狄之餘種也。初號為狄歷，北方以為高車丁零。其語略與匈奴同，而時有小異，或雲其先匈奴甥也」。其說明匈奴語應該偏向突厥語系。

## 语音复原
司馬遷《史記》、班固《漢書》皆言「毋文書，以言語為約束」。桓寬《盐鐵論．論功》卻說「雖無禮義之書，刻骨卷木，百官有以相記」。此蓋指漢文帝時嫁予单于的和親宗室女，隨從宗女身邊的官員中行說，教導匈奴单于左右疏記及計算畜物數目。《後漢書》中有一首《匈奴歌》，不少学者用蒙古語、突厥語、葉尼塞語言等進行過分析和解讀，都没有得到理想的結果。除此之外，匈奴的人名、部落名、地名和称号都可以用来研究匈奴語。例如：“撑犁孤涂单于”據說在匈奴語中有“天子”的意思，其中的“撑犁”（上古漢語: thrang rii）和“单于”（上古漢語: dar wa）分别和蒙古語的tngri(天)和daruγa(君主)相似。
蘇聯的突厥史學者普里察克（Omeljan Pritsak）考據了東羅馬帝國古籍記載西遷之後的匈奴人，其中保存的少量詞語：「河谷」var 跟典型突厥語 oz 同源，卻是屬於楚瓦什語一類的原始突厥語分支，主張匈奴語是極古老的原始突厥語。
根据加拿大汉学家蒲立本的研究，匈奴语至少有两个明显的特征与阿尔泰语系语言不相符。一是匈奴语里面有大量的词汇是以流音L开头的，在西汉的材料中有17个这样的匈奴语词汇，占研究总数的近9%，在东汉的材料中有3个，晋朝的材料中有2个。一般来说，在阿尔泰语系中固有词汇以流音r-开头的词汇根本没有，以流音l-开头的词也极少，主要包括一些拟声词和其他语系的借词。匈奴语中流音l-开头的词汇频繁出现，必然会引起匈奴语和阿尔泰语系互有联系的可能性的极大怀疑。二是匈奴语有复辅音声母，在西汉的对音中至少有14个或可能更多这样的例子。
| “匈”字拟音复原   | “匈”字拟音复原 |
| ---------------- | -------------- |
| 上古汉语         | *qʰ(r)oŋ       |
| 中古汉语（早期） | hʷʉɔɴ          |
| 中古汉语（晚期） | xʉ̀ŋ            |
| 近古汉语         | hyuŋ           |
| 现代汉语         | ɕɥʊ́ŋ           |

關于匈奴語的来源，由于資料闕如，很難得到肯定的結論，有些認為匈奴人講蒙古語，而其他則認為他們的語言属于葉尼塞語系。有些則認為是東胡、蒙古語的混合。 詳見下表。
|    | 汉语所记的匈奴語 | 漢語        | 東胡語        | 蒙古語          | 突厥語     | 其他           |
| -- | ---------------- | ----------- | ------------- | --------------- | ---------- | -------------- |
| 1  | 撐犁             | 天          |               | Tangri、Tangere | Tangri     |                |
| 2  | 孤涂(孤屠)       | 子          | gute、hute    |                 |            |                |
| 3  |                  | 廣大        | Cinkai        | Cinkda          |            |                |
| 4  | 冒頓             | 聖          |               | Bogdo           | Bogda      |                |
| 5  | 閼氏             | 妻          | Asi           | izi             |            |                |
| 6  | 頭曼             | 萬          | Tuman         | Tuman           | Tuman      |                |
| 7  | 逼落             | a.冢 b.種   | Vtara         | Dara、Vtara     |            |                |
| 8  | 甌脫             | 室          | Saka          | Ceke、Sere      | ordu       |                |
| 9  | 屠耆             | 賢          | Voda、vota    | Voda、vota      | Voda、vota |                |
| 10 | 徑路             | 刀          |               |                 | Uyngyrar   |                |
| 11 | 居次             | 女          |               |                 | qiz        |                |
| 12 | 祁連             | 天          | kilem         |                 |            |                |
| 13 | 若鞮             | 孝          | sakati        | suhutai         |            |                |
| 14 | 比余             | 櫛          |               |                 |            | Psi、pit(高麗) |
| 15 | 胥紕             | a.瑞獸 b.鉤 | Sabintu、votk | votk            | votk       |                |
| 16 | 熐蠡             | 聚落        | Falan         | Balgha-sun      | Baliq      |                |
| 17 | 服匿             | 缶          | Butun         | putung          |            |                |

然而，蒲立本引用伯希和（Pelliot 1944）的观点指出，多数人认为的“撑犁”这个匈奴语和突厥语之间有联系的词实际上在突厥语中产生了一个代名词形式“tärim”，且这个词在突厥语和蒙古语里都有变体并存在不稳定的现象，说明匈奴语“撑犁”这个词可能是借词。并详细分析指出，匈奴语与任何一种已知的突厥语或蒙古语都不像，也不归属于阿尔泰语系。在其他邻近的语种中，也排除了匈奴语是汉藏语系归属的可能性。因为匈奴语是多音节语言，只有两组塞音，与汉语和藏语的三组塞音不一样，这一点也能把匈奴语同任何一种高度发展或偏离正道的汉藏语形式区别开来。虽然匈奴语同临近的吐火罗语甚至更西面的伊朗语之间可以有相互借用的现象（参照Maenchen-Helfen 1945），但没有证据表明匈奴语和印欧语系在发生学上有联系。
匈奴可能本身就自有其語言系統，在本身發展期間可能不斷吸收了其他種族的語言，並或淺或深地影響到其他民族的語言。在漢代，匈奴語為西北各種氏族中最為通用的語言，所以在張騫第一次出使至西域各國時，還帶了堂邑氏故胡奴父照前去作為翻譯。
中国北疆諸族之裔呈通古斯、蒙古、突厥三大語族並存的局面，是上古語言生態融合而成的較為簡單的表象。以匈奴之龐大，其語言和血緣必然混雜；說它是一個多血緣多語言的部落聯盟，或許更為恰当。而要把兩千年前的整個中国北方說成是單一的“匈奴語”或者“突厥原語”的世界，那就不僅違反了事實，而且也違反了人類語種逐步減少的歷史。
然而語言終究有其源流，而匈奴語依《北史·高車傳》闡明匈奴語應該偏向突厥語系。

## 参阅
- 历史语言学
- 音韵学
- 匈奴
- 东胡
- 阿尔泰语系